# Pico de Orhi
El Pico de Orhi u Ori (en euskera salacenco Orhi u Orhi mendia y en euskera suletino Ohi u Ohi phünta; en francés Orhy) es un monte que marca la divisoria entre Navarra (España) y Sola (Francia). Está situado en los Pirineos, en la parte occidental, y alcanza una altitud de 2017 m s. n. m. Es la primera montaña, empezando por el mar Cantábrico, en superar los 2000 metros.

## Geografía
Está formado por calizas del Paleoceno con depósitos superpuestos de flysch del Eoceno y con niveles carbonatados en su lado meridional que descansa sobre margas, calcoesquistos y flysch del Cretácico que presentan su máximo desarrollo en la vertiente septentrional.
Aunque en general la divisoria de aguas sigue la línea fronteriza, salvo en el caso claro de Valcarlos, situado en la vertiente norte de los Pirineos y cuyas aguas drenan hacia el Nive des Alduides y de la cabecera del río Irati que se adentra 59 km2 en territorio francés.
En esta zona, hasta la meseta de Larra, se detecta una vegetación propia del dominio borealpino con hayas, hasta los 1.700, abeto (hasta los 1.900 m. y pino negro con gran resistencia a heladas, tormentas y ventiscas.

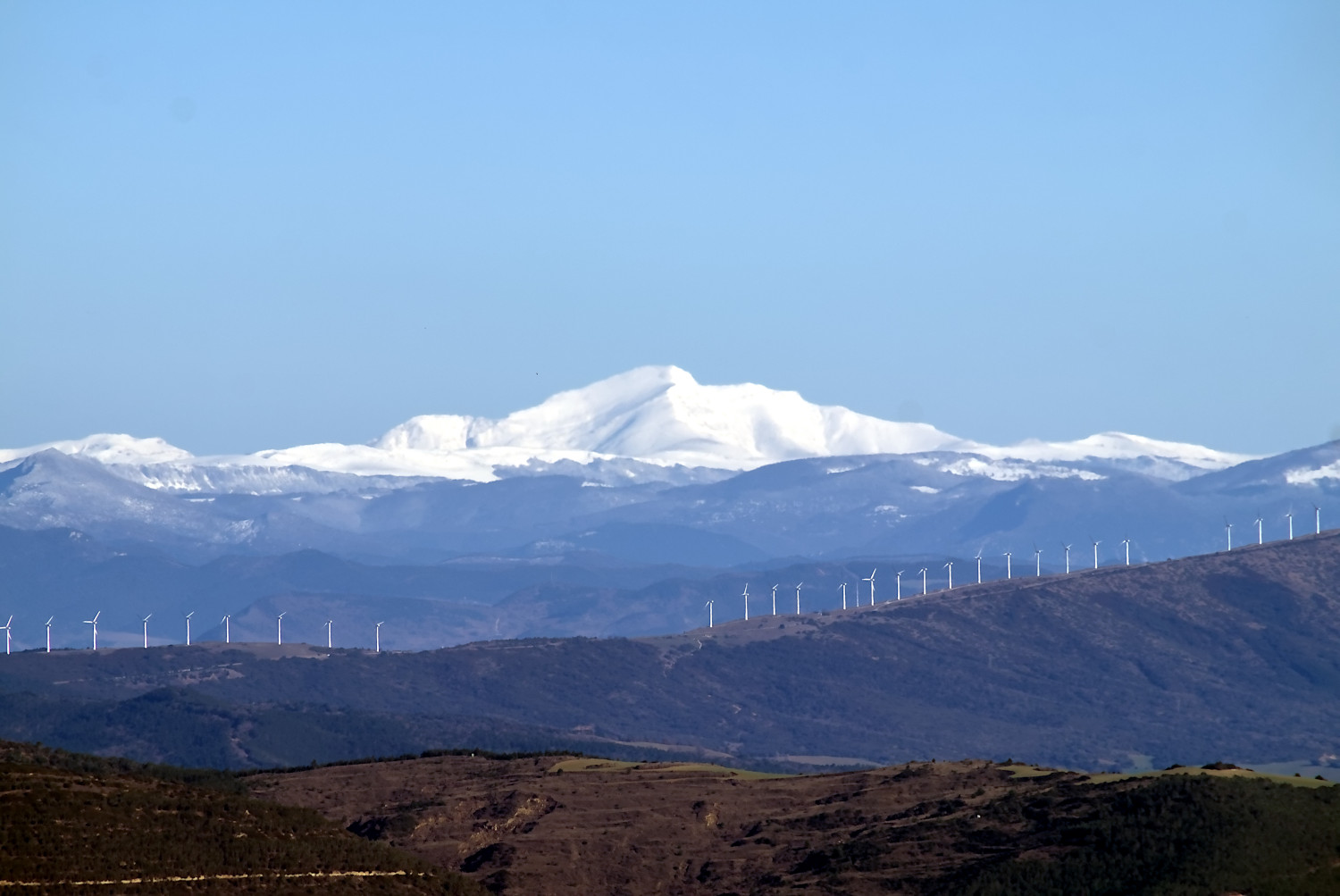
Pico de Orhi visto desde Montejurra (unos 100 km) en época invernal